# Ковачевич, Оливер
О́ливер Кова́чевич (серб. Оливер Ковачевић; род. 29 октября 1974, Сплит, СФРЮ) — сербский футболист, вратарь.

## Карьера

### Клубная
Начинал карьеру в команде «Милиционар». Большую часть своих матчей провёл в футболке команды «Железник». В 2005 году перешёл в «Самсунспор», но не провёл ни одного матча за эту команду. Карьеру завершал в софийском ЦСКА, где прочно занял позицию дублёра. Завершил карьеру в 2007 году.

### В сборной
Провёл в футболке сборной Сербии и Черногории всего три игры. Вошёл в заявку на чемпионат мира 2006.

### После завершения карьеры
Сейчас возглавляет футбольную академию вратарей, названную в его честь.